# منطقة كبيبية
الطبقة الكبيبية (بالإنجليزية:  Zona glomerulosa)‏ هي الطبقة الأولى والسطحية من قشرة الغدة الكظرية، تقع تلك الطبقة مباشرة تحت الغشاء المحيط بالكلية، والخلايا بتلك الطبقة بيضاوية الشكل وتتراص علي هيئة تجمعات عنقودية أو قوسية الشكل.
استجابة لزيادة معدلات البوتاسيوم في الدم، ووجود الرينين في الدم، ونقص الإمداد الدموي للكليتين; تقوم خلايا تلك الطبقة بإفراز هرمون الألدوستيرون مباشرة في الدم كجزء من آلية رينين-ألدوستيرون، يُعتبر كلاً من كمية البوتاسيوم خارج الخلايا وأنجيوتينسين II (أنجيوتينسين رقم 2) هما العاملان الرئيسيان في تنظيم إفراز الألدوستيرون، ومهمة الألدوستيرون الأساسية هي تنظيم الأملاح والأيونات بالجسم وخصوصاً الصوديوم والبوتاسيوم، 
ويعمل عن طريق مستقبله الخاص في الأنبوبة الملتفة البعيدة وهي جزء من كليون الكلية فيقوم بزيادة معدل إعادة امتصاص الصوديوم و زيادة معدل إخراج البوتاسيوم في البول عن طريق الخاصية الأسموزية، وتكون النتيجة النهائية هي رفع ضغط الدم بزيادة كمية الصوديوم والماء في الدم.
زيادة إفراز هرمون الألدوستيرون تتسبب في حالة مرضية تعرف بفرط الألدوستيرونية وهي حالة تتميز بنقص معدل البوتاسيوم في الدم، أما نقص الألدوستيرونية فهي حالة مرضية أخرى فيها تقل كمية الألدوستيرون في الدم وتزيد كمية البوتاسيوم وهو إما حقيقي أو كاذب.